# 宮崎ケーブルテレビ
宮崎ケーブルテレビ株式会社（みやざきケーブルテレビ、MIYAZAKI CABLE TV NETWORK）は宮崎県宮崎市と西都市、郡部の東諸県郡、児湯郡の一部など約15万世帯を放送エリアとした第三セクターのケーブルテレビ局である。略称はMCN（MIYAZAKI CABLE TV NETWORK。マルチチャンネルネットワークとは無関係）。
2008年現在で対象エリアの65%となる約96,000世帯（インターネットサービスは約23,000世帯）が接続し、2009年4月末時点では54,829世帯がケーブルテレビサービスを利用している。
2015年3月2日から2021年12月31日まで株式会社QTnetとの業務提携を行っており、MCNの「HDプレミアコース」とQTNetの光ブロードバンドサービス「BBIQ」をセットで利用することで、BBIQの月額料金が割引となる「MCNテレビ with BBIQ」の提供を行っていた。

## 設立経緯
宮崎ケーブルテレビは、大手焼酎メーカー雲海酒造の新規事業部門として1989年（平成元年）に設立された。当時は雲海酒造副社長の中島繁人が社長を務め、事業展開について郵政省九州電気通信監理局（現総務省九州総合通信局）と調整を進めていた。電監は事業免許を渡す条件として資本金を15億円集めることを提示。中島繁人社長（当時）は資本金集めに奔走したが、地元経済力の弱い宮崎県内では思う様に集まらなかった。
ところが1995年頃にケーブルテレビにおける県外資本の参入規制が緩和され、松下電器産業（現・パナソニック）と三井物産が出資することが決定。資本金総額12億5000万円まで集まり電監もその努力を認め、提示条件の金額には足らないものの有線テレビジョン放送の予備免許を付与した。ここに至るまで約7年の歳月が経っていた。
こうして当社は予備免許付与の時点より会社として本格的に始動することとなる。ようやく民放2局の閉塞した電波環境が変わるということで地元では大ニュースとなった一方、同時に株主間の調整と経営陣の人選という問題も発生していた。
宮崎ケーブルテレビは雲海酒造の子会社として設立されたものの、この段階では地元放送局や宮崎日日新聞社・宮崎交通などの県内有力企業や松下電器産業などの県外企業、さらに宮崎県・宮崎市という地方自治体も出資を決定しており、もはや雲海酒造一企業の問題では無くなっていた。
様々な調整の結果、経営陣として宮崎県企業局長を務め、当時宮崎県社会福祉事業団理事長だった鬼塚猛の社長就任が決定。中島は代表権を持つ副社長に就任することが決まった。また宮崎日日新聞社からは副社長が、松下電器産業からは専務取締役、宮崎市より常務取締役が派遣され、常勤監査役は宮崎銀行から派遣された。
1996年4月、宮崎ケーブルテレビは新入社員を採用。総勢約20名の事業体となり同年7月に試験放送を開始し、同年9月に開局した。

## 開局後の経過
2000年7月にはインターネットサービスを、2005年にはデジタルサービス（現在のSDベーシック）を開始した。アナログサービスの販売も続けられていたが、2007年8月に終了し、2011年6月末に宮崎県の地上波放送局を除いて配信を終了した。2008年8月にはKDDIとの提携による『ケーブルプラス電話』（IP電話）を開始した。また2018年2月9日より、「ケーブルテレビと電気のコラボレーション事業」として伊藤忠エネクスの子会社であるエネクスライフサービスとともに電力事業に乗り出した。

## 沿革

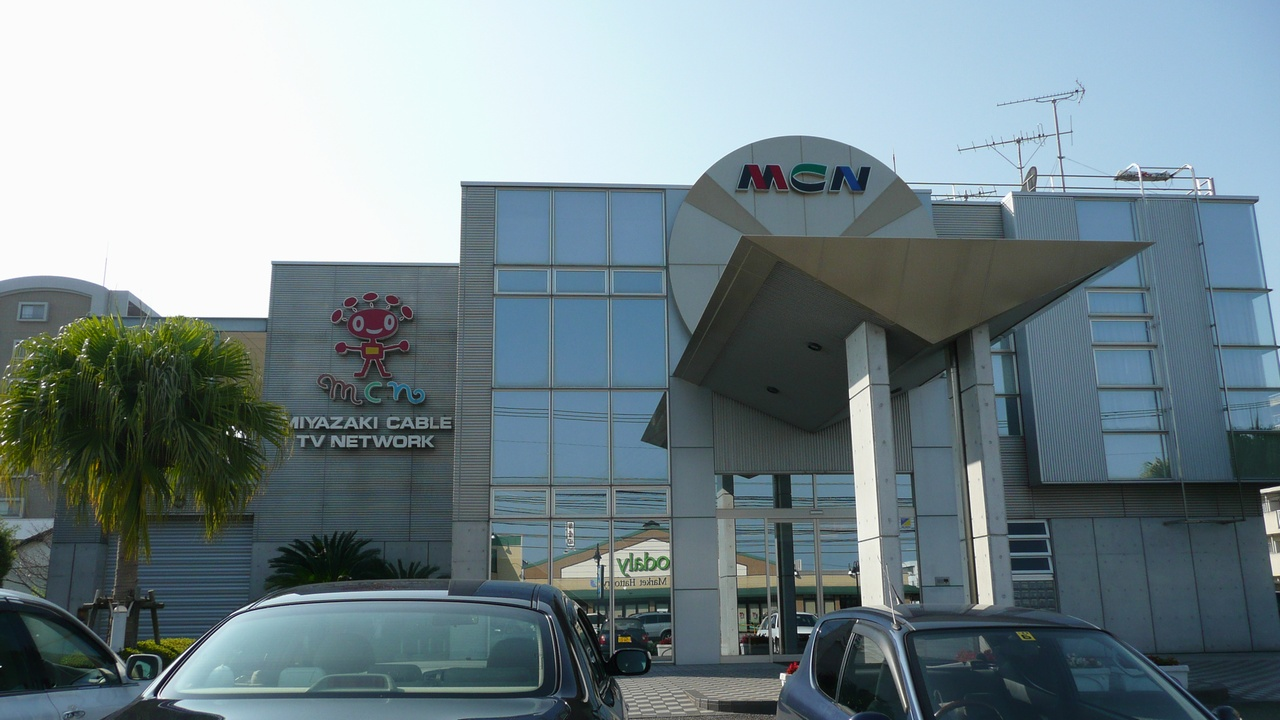
2007年10月時点の局舎

- 1989年（平成元年）7月14日 - 会社設立。
- 1995年（平成7年）11月10日 - 九州電気通信監理局（現・九州総合通信局）から施設設置の許可を受ける。
- 1996年（平成8年）
  - 7月1日 - 試験放送開始。
  - 9月1日 - 正式に開局。当初は宮崎市（当時）の中心部のみを対象地域としていた。
- 1997年（平成9年）10月1日 - テレビ神奈川（ケーブル向けのCh Yokohama）と鹿児島読売テレビの再送信を停止し、福岡放送の再送信を開始。
- 1998年（平成10年）2月1日 - 鹿児島放送の再送信を停止し、九州朝日放送の再送信を開始。
- 1999年（平成11年） - 清武町加納と宮崎市学園木花台でサービス開始。
- 2000年（平成12年）7月 - インターネットサービスを開始。
- 2005年（平成17年）10月 - デジタルサービス（現在のSDベーシック）を開始。当初はBSとCATV（i-HITS）のみの提供で、地上デジタル放送の再送信は放送局側の対応を待つ形となった。
- 2006年（平成18年）12月1日 - 宮崎県の放送局の地上デジタル放送の再送信を開始。
- 2007年（平成19年）
  - 8月 - アナログサービスの新規申し込みを停止。
  - 12月1日 - BS11デジタル（現BS11）・TwellV（現BS12トゥエルビ）の再送信を開始。
  - 12月 - 宮崎市田野町・高岡町の各中心部でサービス開始。
- 2008年（平成20年）
  - 7月末 - 鹿児島放送と鹿児島読売テレビの地上デジタル放送の再送信を開始。
  - 8月5日 - 午前2時台に福岡民放（九州朝日放送・福岡放送）の再送信を停止。同日夜に鹿児島民放（鹿児島放送・鹿児島読売テレビ）のアナログ放送の再送信を開始。同日の午前4時台からの半日程、CATVの42・43chでは鹿児島民放2局のデジタル放送をレターボックスで放送していた。更に6日夜まではアナログ放送にコピーガードが掛けられていた。
  - 8月 - KDDIとの提携による『ケーブルプラス電話』（IP電話）を開始。
  - 9月1日 - 大人の音楽専門TV◆ミュージック・エアの送信を終了し、KBS WORLDの送信を開始。
  - 秋 - 国富町でサービス開始。
- 2009年（平成21年）
  - 4月 - 番組配給会社へ支払う「番組供給料金」の基準となる接続世帯数を、実視聴世帯数を基としたものとする。これまでは未払い・モニター世帯を除外した視聴世帯数を番組配給会社へ報告していた[1]。
  - 12月3日 - AXNミステリー・チャンネル銀河・ホームドラマチャンネル・シーエスGyaO(現エンタメ〜テレ☆シネドラバラエティ)・日テレプラスの試験放送を開始。
  - 12月15日 - この日をもってディズニー・チャンネルとディズニーXDの再送信を終了。
  - 12月下旬 - 綾町中心部および宮崎市・国富町の郊外の一部でサービス開始。
- 2010年（平成22年）
  - 1月1日 - AXNミステリー・チャンネル銀河・ホームドラマチャンネル・シーエスGyaO(現エンタメ～テレ☆シネドラバラエティ)・日テレプラスの本放送を開始。
  - 3月15日 - J sports Plus（現J SPORTS 4）、V☆パラダイス、東映チャンネル、ミッドナイト・ブルーの試験放送を開始。全て有料チャンネルだがミッドナイト・ブルー以外のチャンネルでお試しキャンペーンで同年4月末まで無料放送を行っていた。
  - 5月9日 - J sports Plus、V☆パラダイス、東映チャンネル、ミッドナイト・ブルーの本放送を開始。
  - 9月1日 - 釣りビジョンの放送を開始。
- 2011年（平成23年）
  - 3月1日 - インターネットサービスを改定。
  - 4月1日 - HDプレミアサービスを開始。10チャンネルのHDチャンネルを開始する。デジタルサービス(SD)をSDベーシックに改題。
  - 6月14日 - SDベーシック・HDプレミアサービスにおける、地上アナログ放送のデジタル変換放送(NHK宮崎・UMK・MRT・KKB・KYT）を終了。
  - 6月30日 - アナログサービスにおいて、宮崎県内の地上波局を除くチャンネルの送信を終了[8]。
  - 7月1日 - アナログサービスにおいて地上波放送局（KKBとKYT除く）のデジアナ変換を開始[9]。
- 2012年（平成24年）
  - 春頃 - 西都市と新富町のそれぞれ一部でサービス開始。
  - 5月1日 - 自主制作チャンネル（チャンネル1・チャンネル3・インフォメーションチャンネル）のチャンネル編成変更をし、ハイビジョン化を実施。
  - 7月下旬 - シンプルプラン（宮崎+鹿児島民放、コミュニティチャンネル、ショッピング4(→3)チャンネル、BS無料放送）のサービス開始。
- 2013年（平成25年）
  - 4月15日 - YouTube公式チャンネルを開設。一部の自社制作番組のインターネット配信を開始。
  - 9月24日 - 高鍋町の一部でサービス開始。
- 2014年（平成26年）
  - 7月1日 - MTV、モールオブTVの送信を終了し、MUSIC ON! TVの送信を開始。
  - 8月28日 - HDベーシックサービスの試験放送を開始。
  - 9月1日 - HDベーシックサービスの受付を開始。
  - 10月1日 - HDベーシックサービスの本放送を開始。
- 2015年（平成27年）
  - 1月15日 - QTnetと提携し、月額料金が割引となる「MCNテレビ with BBIQ」の先行受付を開始[3]。
  - 2月4日 - 4:00にアナログサービスにおいて実施されていた、宮崎県の地上波放送局のデジアナ変換を終了。同時に終了告知を伝えるブルーバックの表示を開始。
  - 3月2日 - 「MCNテレビ with BBIQ」の提供を開始[3]。
  - 3月 - 「宮崎12チャンネル」の試験放送を開始[10]。
  - 5月1日 - 「宮崎12チャンネル」の本放送を開始[10]。
- 2018年（平成30年）2月9日 - 「ケーブルテレビと電気のコラボレーション事業」として電力事業｢MCNでんき｣スタート[6][7]
- 2019年（令和元年）夏 - 新富町のサービスエリア拡大。
- 2021年（令和3年）12月31日 - QTnetとの提携を解消し、それに伴うサービスも終了。それに先駆け10月31日に「MCNテレビ with BBIQ」の受付を終了した[11]。
- 2022年（令和5年）3月頃 - 木城町中心部と高鍋町北部の一部でサービス開始[12]。

## 区域外再放送の変遷
当社の特徴として、鹿児島波（鹿児島読売テレビ・鹿児島放送）の導入（区域外再放送）があった。宮崎県にはTBSフルネット局である宮崎放送（mrt）とフジテレビ・日本テレビ・テレビ朝日のクロスネット局であるテレビ宮崎（UMK）しかなく、日本テレビとテレビ朝日のほとんどの番組をリアルタイムで見ることが出来なかった。そこで何とか擬似的に4局体制にしようと宮崎県と鹿児島県の県境にほど近い三股町にアンテナを設置して、そこから専用回線で宮崎市内へ映像音声を送るという方法を採用して実現させた。
それまで見られなかった「日本テレビ系とテレビ朝日系の番組が見られる」ということは、当社にとって最高の宣伝文句だった。ところが新たな問題もあった。それは専用回線で持ってきている映像の画質だった。県境に構えたアンテナとはいえ域外である為、どうしてもクリアな画像を得ることは出来なかったのである。この対策として翌1997年（平成9年）より鹿児島波を止め、福岡波に切り替えた。福岡放送（FBS) は同年10月から、九州朝日放送（KBC）は翌1998年（平成10年）2月から再送信を開始した。2局は福岡県内の受信点で受信し、光ファイバーで送られていた。当社が福岡波を再送信していた名残として、宮崎市内で購読できる全国紙のうち読売新聞と毎日新聞では現在もFBSとKBCの番組表を掲載している。
地上波のデジタル化に伴う区域外再放送の改廃問題については、地元民放局及び民放連との間で長期にわたる折衝が行われてきたが、2008年（平成20年）になって、福岡ではなく隣県の電波であれば地理的・経済的・文化的一体性も主張できるとの妥協案がまとまり、受け皿となる鹿児島側の同意も得られた。これにより同年8月5日早朝をもって福岡波（アナログのみ）を停止し、同時にKYT・KKBのデジタル（データ放送・EPGあり）波、アナログ波による再送信体制へと再度変更された。。
日本ケーブルテレビ連盟の公式サイトに掲載されている「地上デジタル放送の再送信状況」では、伝送方式を地上デジタル放送に対応したテレビのみで視聴できる「同一周波数パススルー方式」のみとしているが、実際に鹿児島民放のデジタル波を視聴するにはセットトップボックスを介す必要がある。

## 宮崎11（いい）チャンネル
当社は自主制作番組を放送するチャンネル「宮崎11（いい）チャンネル」を持っている。これは地上波放送局が「やりたくても出来ない番組」もしくは「制作する事が出来ない番組」などを、ケーブルテレビ特有の機動力を使って地域活性化の番組を作っていこうとするものである。また、2015年5月より自社製作の第2チャンネルとして「宮崎12チャンネル」の放送を開始。それに先駆け、同年3月より試験放送が行われた。

## YouTube公式チャンネルの活用
2013年4月より、YouTube上において宮崎県内の放送局としては初めてYouTube公式チャンネルを開設。
開設当時の生放送番組「てげテレ」の各コーナーや、現在放送中の「マッくん情報局」や「ちょっくらカメラ散歩」などの番組を配信しており、2016年以降、個別番組については別チャンネルとしても独立させている。同チャンネルは2020年現在、日本のケーブルテレビ局が運営するYouTube公式チャンネルとしては最大規模となっている。
2016年11月、上記公式チャンネルで単発番組として配信していたキャンプ番組「シェラカップ は基本です！」がYouTube公式チャンネルとして独立。
2019年10月、「こちら祇園二丁目濱田製作所」のYouTube公式チャンネルを開設。　
2020年5月、「Mr.バニーのペダル旅」のYouTube公式チャンネルを開設。
2020年9月、「ゴルじゃんTV」のYouTube公式チャンネルを開設。

## 主な番組
2012年4月まで全ての番組はSD制作だったが、同年5月よりコミュニティチャンネルHD化に伴って全ての番組がハイビジョン制作になった（2015年5月現在）。

### 現在
宮崎11チャンネル・宮崎12チャンネル両方で放送している番組
- みんなあつまれ
- Let's GILLEnglish

宮崎11チャンネル限定番組
- チャンネル700

宮崎12チャンネル限定番組
- MSP
- Liquid color
- 岡崎五朗のクルマでいこう!（tvk制作）
- ワイワイ釣り三昧（ケーブルメディアワイワイ制作）
- 演歌JACKS（メディアジャックス制作）
- ファッションチャンネルニュース（INFASウェーブ制作）
- SPACE SHOWER TV MUSIC VIDEO SELECTION（スペースシャワーTV制作）
- けーぶるにっぽん（日本ケーブルテレビ連盟制作）など

※「てげテレ」（一部のコーナーのみ）、「JUNK TV」（「音楽のコーナー」除く）については、MCN公式YouTubeチャンネルにて配信されている。

### 過去
- 南国楽園通信社

エリア内の視聴者に向けて毎回テーマを決めて放送する30分の情報番組。出演は坂井淳子（南国楽園通信社所長）と寺原理沙（所長秘書）。取材するエリアは宮崎市が中心であったが、時には温泉特集と題して、霧島や青島などエリア外にも積極的に飛び出していった。1996年（平成8年）9月の開局時よりスタートし、翌年3月に終了。しかしその後突然の終了による抗議のハガキが放送局に殺到し、1997年（平成9年）9月に再び同じキャストで復活を果たす。最終的には翌1998年（平成10年）3月で終了。
- Music Jammin'

レコード会社から提供された様々な音楽プロモーションビデオを中心に、ナビゲーターを交えて送る宮崎発信の音楽情報番組。1996年（平成8年）9月の開局時より1時間番組としてスタート。最初は鎌田さとみがナビゲーターを務めていたが、1997年（平成9年）4月に提供スポンサーがつき大幅にリニューアル。番組時間が30分となり、ナビゲーターは当時エフエム宮崎の看板アナウンサーだったPocky（坂元誠一）が務めた。以後は単なる音楽番組に留まらず、市内各地での野外ロケなどを敢行。企画的な番組内容も多くなった。翌1998年（平成10年）3月に終了。
- 空とぶイルカ

当初は幼稚園の取材や学校の運動会などを放送するビデオレポート的な番組だったが、ある時、JR日南線の運転席からの映像と駅の風景などをおりまぜた「世界の車窓から」的な構成が始まり、このシリーズが続投。日南線が終了した後は日豊本線に舞台を移し、宮崎県・大分県との県境まで取材を続けた。そして日豊本線シリーズが終了することによって、本番組も終了した。2007年（平成19年）からは同様の番組（夢沿線・鉄道浪漫）が放送されている。
- みやにち930（平日 21:30 - 21:45、県内の他のケーブルテレビでも放映）

宮崎日日新聞が株主の会社であるため、同新聞提供の県内ニュースや記者解説を放映した。
- てげテレ
- JUNK TV
- つづくとしろうの見える密会ラヂオ

## サービスエリア
全て宮崎県。
- 宮崎市（旧清武町、佐土原町、田野町、高岡町を含む）
- 西都市（一部）
- 東諸県郡国富町 - 宮崎県道26号宮崎須木線沿線のみ。
- 東諸県郡綾町
- 児湯郡新富町（一部）
- 児湯郡高鍋町（一部）
- 児湯郡木城町（一部）

## 放送チャンネル

### 地上波系列別再送信局
| NHK-G   | NHK-E   | NNN              | NNS | ANN                   | JNN      | TXN | FNN / FNS  | JAITS |
| ------- | ------- | ---------------- | --- | --------------------- | -------- | --- | ---------- | ----- |
| NHK宮崎 | NHK宮崎 | テレビ宮崎       |     | テレビ宮崎 鹿児島放送 | 宮崎放送 |     | テレビ宮崎 |       |
| NHK宮崎 | NHK宮崎 | 鹿児島読売テレビ |     | テレビ宮崎 鹿児島放送 | 宮崎放送 |     | テレビ宮崎 |       |

### テレビ局
凡例
- C - CATV
- D - 地上デジタル
- BS - BSデジタル
- BS4K - BS4Kデジタル
- HD-P - HDプレミアサービスのチャンネル
- HD-B - HDベーシックサービスのチャンネル
- SD-B - SDベーシックサービスのチャンネル
- ◆ - 別途有料チャンネル
- ◇ - 別途有料チャンネル。但し、HDプレミアでは基本チャンネル。
- ○ - シンプルプラン視聴可能チャンネル
- 斜字 - 標準画質ながらアスペクト比16:9の画角情報を付加して放送しているチャンネル

| サービス                | サービス                | サービス                | 放送局                                            | 備考 |
| HD-P                    | HD-B                    | SD-B                    | 放送局                                            | 備考 |
| ----------------------- | ----------------------- | ----------------------- | ------------------------------------------------- | ---- |
| D011・012 (UHF14ch)     | D011・012 (UHF14ch)     | D011・012 (UHF14ch)     | NHK宮崎総合                                       | ○    |
| D021～023 (UHF13ch)     | D021～023 (UHF13ch)     | D021～023 (UHF13ch)     | NHK宮崎Eテレ                                      | ○    |
| D031・032 (UHF16ch)     | D031・032 (UHF16ch)     | D031・032 (UHF16ch)     | UMKテレビ宮崎                                     | ○    |
| D041・042 (UHF18ch/QAM) | D041・042 (UHF18ch/QAM) | D041・042 (UHF18ch/QAM) | KYT鹿児島読売テレビ                               | ○    |
| D051・052 (UHF17ch/QAM) | D051・052 (UHF17ch/QAM) | D051・052 (UHF17ch/QAM) | KKB鹿児島放送                                     | ○    |
| D061・062 (UHF15ch)     | D061・062 (UHF15ch)     | D061・062 (UHF15ch)     | MRT宮崎放送                                       | ○    |
| D111・D112 (UHF19ch)    | D111・D112 (UHF19ch)    | D111・D112 (UHF19ch)    | 宮崎11チャンネル                                  | ○    |
| D113(UHF19ch) or C011   | D113(UHF19ch) or C011   | D113(UHF19ch) or C011   | インフォメーション                                | ○    |
| D121 (UHF??ch/QAM)      | D121 (UHF??ch/QAM)      | D121 (UHF??ch/QAM)      | 宮崎12チャンネル                                  | ○    |
| BS101・102              | BS101・102              | BS101・102              | NHK BS                                            | ○    |
| BS141〜143              | BS141〜143              | BS141〜143              | BS日テレ                                          | ○    |
| BS151〜153              | BS151〜153              | BS151〜153              | BS朝日                                            | ○    |
| BS161〜163              | BS161〜163              | BS161〜163              | BS-TBS                                            | ○    |
| BS171〜173              | BS171〜173              | BS171〜173              | BSテレ東                                          | ○    |
| BS181〜183              | BS181〜183              | BS181〜183              | BSフジ                                            | ○    |
| BS191                   | BS191                   | BS191                   | WOWOWプライム                                     | ◆    |
| BS192                   | BS192                   | BS192                   | WOWOWライブ                                       | ◆    |
| BS193                   | BS193                   | BS193                   | WOWOWシネマ                                       | ◆    |
| BS200                   | BS200                   | BS200                   | BS10                                              | ○    |
| BS201                   | BS201                   | BS201                   | BS10スターチャンネル                              | ◆    |
| BS211                   | BS211                   | BS211                   | BS11イレブン                                      | ○    |
| BS222                   | BS222                   | BS222                   | BS12トゥエルビ                                    | ○    |
| BS260                   | BS260                   | BS260                   | J:COM BS                                          | ○    |
| BS265                   | BS265                   | BS265                   | BSよしもと                                        | ○    |
| BS4K101                 | BS4K101                 | BS4K101                 | NHK BSプレミアム4K                                | ○    |
| BS4K141                 | BS4K141                 | BS4K141                 | BS日テレ 4K                                       | ○    |
| BS4K151                 | BS4K151                 | BS4K151                 | BS朝日 4K                                         | ○    |
| BS4K161                 | BS4K161                 | BS4K161                 | BS-TBS 4K                                         | ○    |
| BS4K171                 | BS4K171                 | BS4K171                 | BSテレ東 4K                                       | ○    |
| BS4K181                 | BS4K181                 | BS4K181                 | BSフジ 4K                                         | ○    |
| C053                    | C053                    | C053                    | お天気チャンネル                                  | ○    |
| C410                    | C210                    | C210                    | J SPORTS 3                                        |      |
| C412                    | C218                    | C218                    | 日テレジータス                                    |      |
| C413                    | C413                    | C212                    | GAORA SPORTS                                      |      |
| C414                    | C217                    | C217                    | ゴルフネットワーク                                |      |
| C415                    | C415                    |                         | スポーツライブ+                                   |      |
| C510                    | C245                    | C245                    | テレ朝チャンネル1 ドラマ・バラエティ・アニメ      |      |
| C511                    | C511                    | C238                    | TBSチャンネル1 最新ドラマ・音楽・映画             |      |
| C512                    |                         |                         | フジテレビONE スポーツ・バラエティ                |      |
| C513                    |                         |                         | フジテレビTWO ドラマ・アニメ                      |      |
| C516                    | C279                    | C279                    | エンタメ〜テレ☆シネドラバラエティ                 |      |
| C517                    | C517                    | C288                    | KBS World                                         |      |
| C518                    |                         |                         | アジアドラマチックTV                              |      |
| C519                    | C235                    | C235                    | 女性チャンネル♪LaLa TV                            |      |
| C520                    | C248                    | C248                    | チャンネル銀河 歴史ドラマ・サスペンス・日本のうた |      |
| C521                    |                         |                         | TBSチャンネル2 名作ドラマ・スポーツ・アニメ       |      |
| C522                    | C522                    | C284                    | 日テレプラス ドラマ・アニメ・音楽ライブ           |      |
| C610                    | C234                    | C234                    | 時代劇専門チャンネル                              |      |
| C611                    | C221                    | C221                    | 日本映画専門チャンネル                            |      |
| C612                    | C612                    | C222                    | 映画・チャンネルNECO                              |      |
| C614                    | C614                    | C246                    | ホームドラマチャンネル                            |      |
| C615                    | C220                    | C220                    | ムービープラス                                    |      |
| C616                    |                         |                         | WOWOWプラス                                       |      |
| C617                    |                         |                         | ザ・シネマHD                                      |      |
| C618                    | C618                    | C230                    | ファミリー劇場                                    |      |
| C619                    | C232                    | C232                    | アクションチャンネル                              |      |
| C620                    | C620                    | C233                    | Dlife                                             |      |
| C621                    | C621                    | C231                    | スーパー!ドラマTV                                 |      |
| C622                    | C622                    | C237                    | ミステリーチャンネル                              |      |
| C711                    | C711                    | C251                    | 日経CNBC                                          |      |
| C712                    | C712                    | C252                    | 日テレNEWS24                                      |      |
| C713                    | C713                    | C254                    | TBS NEWS                                          |      |
| C714                    |                         |                         | テレ朝チャンネル2 ニュース・情報・スポーツ        |      |
| C715                    | C715                    | C257                    | BBCニュース                                       |      |
| C731                    | C731                    | C262                    | スペースシャワーTV                                |      |
| C732                    |                         |                         | 歌謡ポップスチャンネルHD                          |      |
| C812                    | C812                    | C270                    | 囲碁・将棋チャンネル                              |      |
| C813                    | C276                    | C276                    | 釣りビジョン                                      |      |
| C815                    | C815                    | C255                    | ヒストリーチャンネル                              |      |
| C816                    | C816                    | C256                    | ディスカバリーチャンネル                          |      |
| C817                    | C817                    | C259                    | ナショナル ジオグラフィック                       |      |
| C215                    |                         |                         | J SPORTS 4                                        | ◆    |
| C223                    |                         |                         | V☆パラダイス                                      | ◇    |
| C225                    |                         |                         | 東映チャンネル                                    | ◆    |
| C226                    |                         |                         | 衛星劇場                                          | ◆    |
| C227                    |                         |                         | フジテレビNEXT ライブ・プレミアム                 |      |
| C228                    |                         |                         | アニメシアターX(AT-X)                             |      |
| C240                    | C240                    | C240                    | カートゥーン ネットワーク                         |      |
| C241                    | C241                    | C241                    | アニマックス                                      |      |
| C242                    | C242                    | C242                    | キッズステーション                                |      |
| C261                    | C261                    | C261                    | MUSIC ON! TV（エムオン!）                         |      |
| C271                    | C271                    | C271                    | ショップチャンネル                                | ○    |
| C272                    | C272                    | C272                    | QVC                                               | ○    |
| C273                    | C273                    | C273                    | ジュエリー☆GSTV                                   | ○    |
| C277                    | C277                    | C277                    | 旅チャンネル                                      |      |
| C280                    | C280                    | C280                    | MONDO TV                                          |      |
| C285                    |                         |                         | グリーンチャンネル                                | ◆    |
| C286                    |                         |                         | グリーンチャンネル2                               | ◆    |
| C290                    |                         |                         | プレイボーイチャンネル                            | ◆    |
| C291                    |                         |                         | レッドチェリー                                    | ◆    |
| C292                    |                         |                         | レインボーチャンネル                              | ◆    |
| C293                    |                         |                         | ミッドナイト・ブルー                              | ◆    |

地上波放送局の区域外再放送実施時期は以下の通り。
- 鹿児島読売テレビ - 開局 - 1997年9月（アナログ）、2008年8月5日 - （アナログ・デジタル）
- 鹿児島放送 - 開局 - 1998年1月（アナログ）、2008年8月5日 - （アナログ・デジタル）
- 福岡放送 - 1997年10月 - 2008年8月4日（アナログ）
- 九州朝日放送 - 1998年2月 - 2008年8月4日（アナログ）
- テレビ神奈川（独立放送局、ケーブルテレビ向けの"Ch Yokohama"として） - 開局 - 1997年9月

過去実施されていたアナログサービスに関しては1〜12までがVHF、13以降がCATVのチャンネル。UMKはVHF9chに変換されている。またC13 - 63のうち、放送大学以外の映像にはスクランブルが掛けられている（本来無料放送の鹿児島民放も同様）。
デジタルサービスの「CATV」は日本デジタル配信を使用している。2011年（平成23年）6月まで送信されていたC0XX台の地上波放送局は、アナログ放送をデジタル変換したものであり、アナログ放送と同様の内容であった。
地上デジタル放送においても本来無料である鹿児島読売テレビ(D04)及び鹿児島放送(D05)はQAM方式にトランスモジュレーションされており、スクランブルはかかっていないもののセットトップボックスを介さないと視聴できない。
MCNでは「地上波・BSのみ」プランの提供は行われていない。なお、宮崎市内の一部地域ではBBIQ光テレビ（株式会社QTnetが提供しているケーブルテレビサービス）とサービスエリアが被っているが、そちらの方では「地上波・BSプラン」に限定してサービス提供が行われており、CS専門チャンネルの提供を行わないことで、MCNの提供プランとの棲み分けが行われている。

### ラジオ局
| MHz  | 放送局       |
| ---- | ------------ |
| 78.0 | NHK宮崎FM    |
| 79.0 | エフエム宮崎 |

元々（地上波にて送信されている周波数）はNHK-FMが86.2MHzでエフエム宮崎が83.2MHz。エフエム宮崎は開局から1999年4月14日までは77.0MHzで再送信されていた。宮崎市を対象とする宮崎サンシャインエフエム（コミュニティFM、76.1MHz）は再送信されていない。